# Rottalové
Rottalové (německy Rottal, ale též Rotthal či Rothal) byli původem rakouský šlechtický rod, od počátku 17. století usazený na Moravě. Během třicetileté války a krátce poté získali rozsáhlý majetek v oblasti Hostýnských vrchů (Napajedla, Otrokovice, Zlín, Tlumačov, Bystřice pod Hostýnem), přičemž jejich hlavním sídlem se stal zámek v Holešově. V roce 1641 získali titul říšských hrabat. Smrtí Františka Antonína z Rottalu v roce 1762 vymřel rod Rottalů po meči.

## Původ rodu

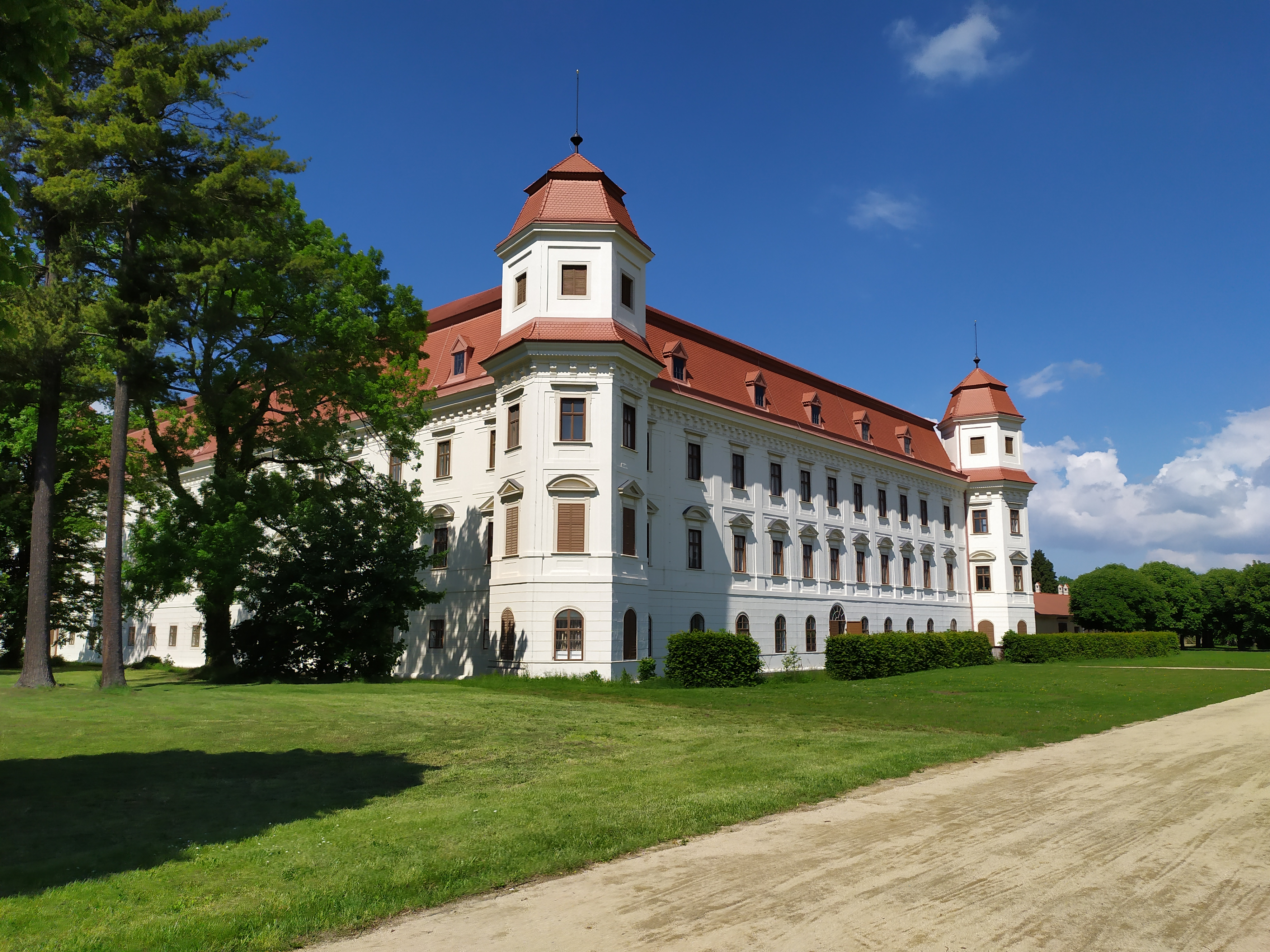
Holešovský zámek

Sledovatelná historie rodu začíná v 15. století, kdy se Thoman Rottaler (* ?; † 1479) připomíná jako městský soudce ve Štýrském Hradci. Ve Štýrsku pak jeho potomci získali šlechtický stav a od roku 1536 jim náležel čestný post dědičného komořího nad stříbry ve Štýrsku. Jan Jakub z Rottalu koupil v roce 1612 na Moravě panství Napajedla, v jehož sousedství pak další generace vybudovaly rozlehlé pozemkové vlastnictví.

## Vzestup za Jana z Rottalu

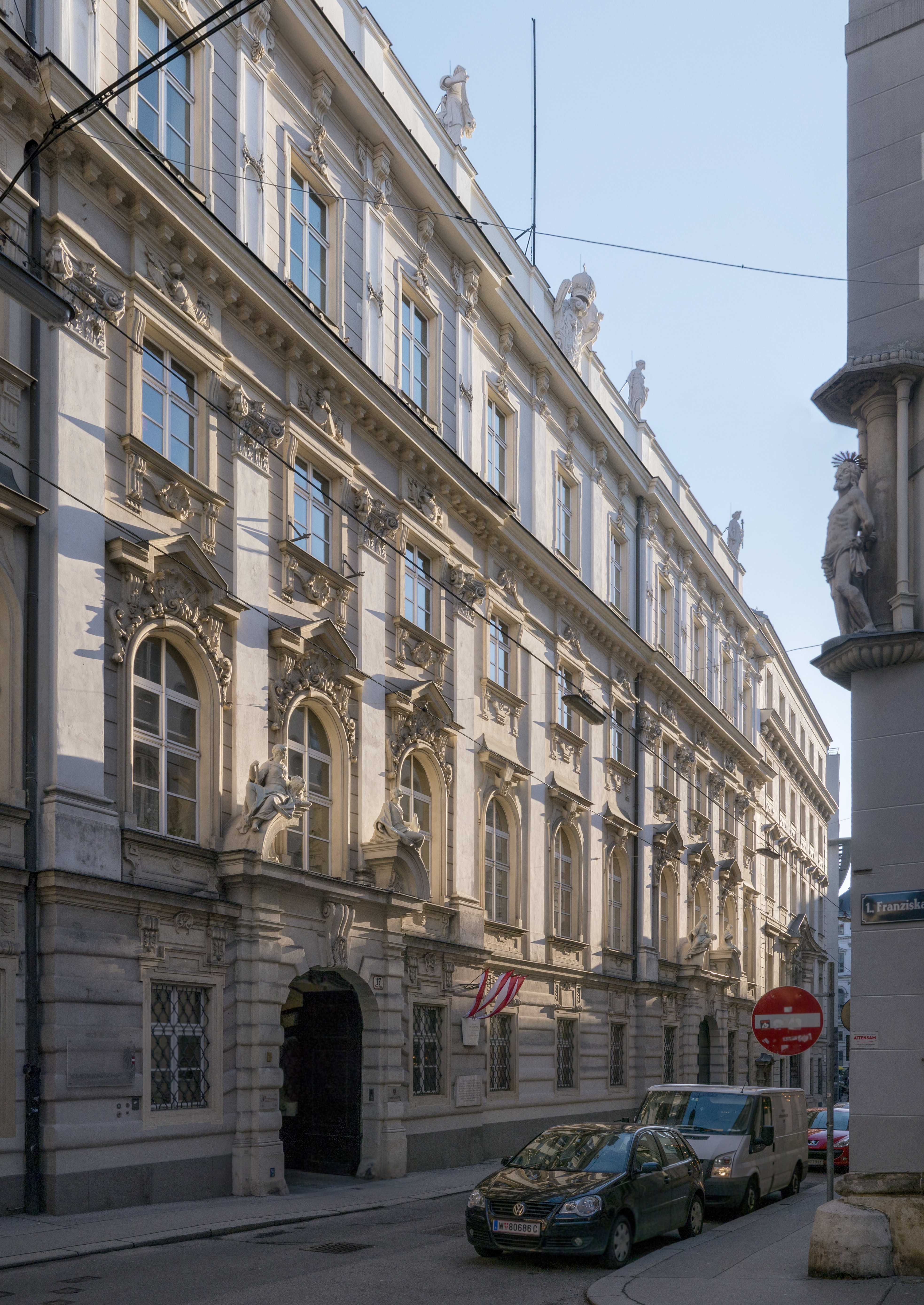
Palác Rottalů ve Vídni

Hrabě Jan z Rottalu (1605–1674), syn Jana Jakuba, byl nejvýznamnější osobností rodu. Od mládí zastával hodnosti ve správě statků olomouckého biskupství, později byl hejtmanem hradištského kraje (1633–1637), moravským nejvyšším sudím (1637–1642) a nejvyšším komorníkem (1642–1648). Od roku 1640 byl v triumvirátu s Kryštofem Pavlem z Lichtenštejna-Kastelkornu a Františkem Magnisem správcem úřadu moravského zemského hejtmana, v letech 1648–1655 byl hejtmanem sám. Mezitím byl v roce 1641 povýšen na říšského hraběte a krátce nato nechvalně proslul násilným potlačením valašského povstání. Později pobýval převážně ve Vídni, od roku 1661 byl ale zplnomocněncem v Uhrách, kde měl za úkol potlačit protihabsburské povstání. V roce 1663 získal řád zlatého rouna, svou misi v Uhrách zakončil jako předseda krvavého soudu nad povstalci (1673), avšak krátce nato ve Vídni zemřel.
Během svého života dokázal Jan z Rottalu na Moravě shromáždit rozsáhlý majetek. Po rodičích zdědil Napajedla (1625), krátce nato od své první manželky Aleny Bruntálské z Vrbna koupil panství Kvasice (1628). K Napajedlům v roce 1638 přikoupil Tlumačov a postupně skupoval i řadu dalších statků, některé z nich obratem prodával se značným ziskem (Veselí nad Moravou v letech 1647–1652, Třemešek u Šumperka v roce 1653), dočasně vlastnil i majetek v Čechách. Nejvýznamnějším přínosem do rottalovského majetku bylo panství Holešov s Bystřicí pod Hostýnem, které Jan Rottal koupil v roce 1650 od knížete Václava Eusebia z Lobkovic za 200 000 zlatých, za dosavadního majitele pak ještě zaplatil dluhy ve výši přes 30 000 zlatých. Jako majitel rozsáhlých panství byl Jan z Rottalu nekompromisním utlačovatelem práv svých poddaných, což mu vyneslo přezdíku „zlý Rotál“, četné spory vedl mimo jiné s velehradským klášterem a v otázce přístupu k poddaným se musel zodpovídat i moravskému místodržiteli kardinálu Ditrichštejnovi.

## Dějiny rodu v 17. a 18. století

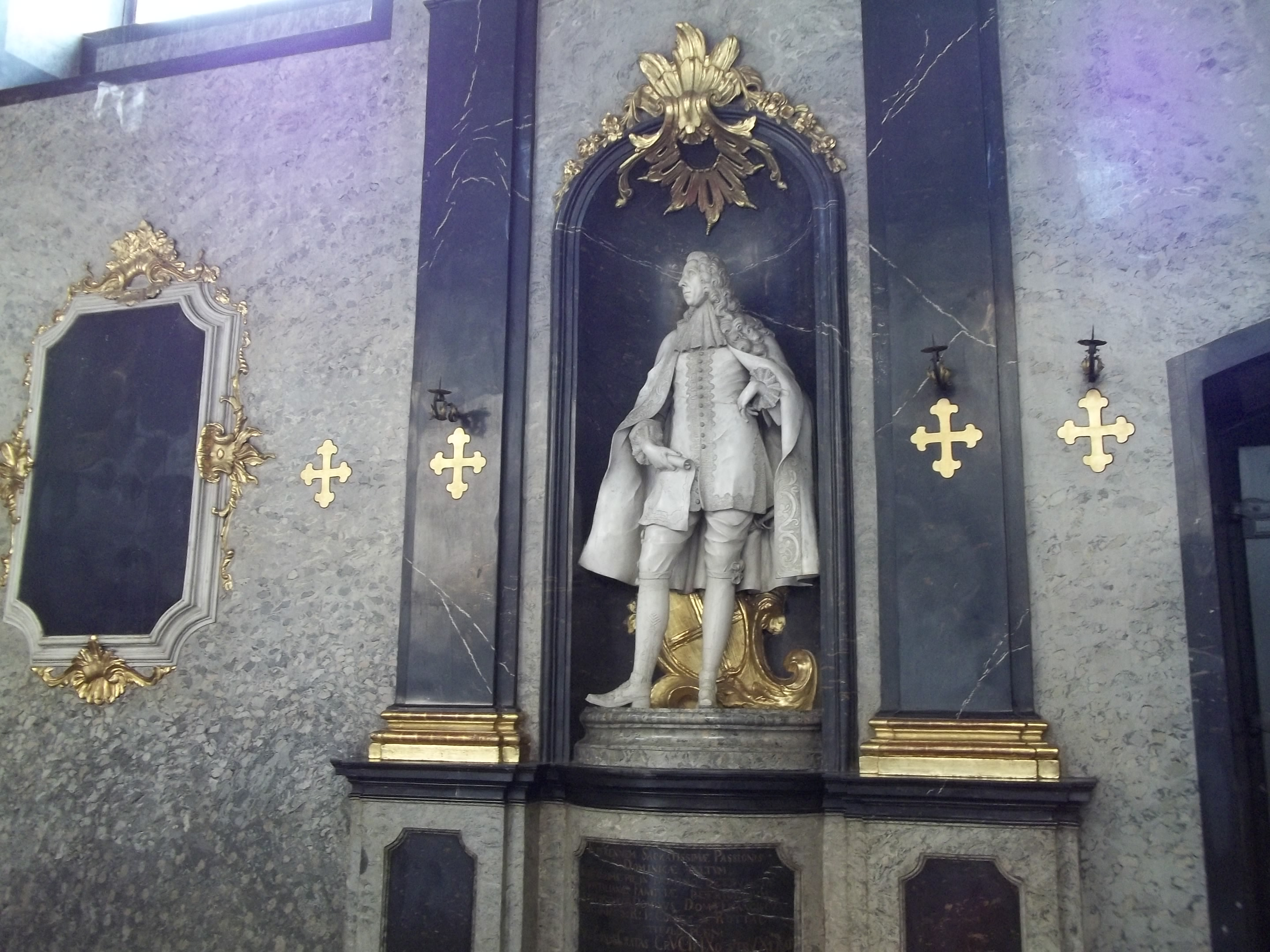
Socha Františka Antonína z Rottalu v Černé kapli kostela Nanebevzetí Panny Marie v Holešově.

I když byl Jan z Rottalu dvakrát ženatý, neměl mužské potomstvo a po jeho smrti v prosinci 1674 zdědili obrovský majetek na Moravě v hodnotě přes půl miliónu zlatých vzdálení příbuzní, bratři Jan Kryštof (1635–1699) a Julius Vilém (1637–1699), kteří se rozdělili tak, že starší Jan Kryštof převzal dvě třetiny statků (Holešov, Bystřice pod Hostýnem) a Julius Vilém jednu třetinu (Napajedla, Kvasice). Součástí dědictví byl i rodinný palác ve Vídni, který pak užívalo vždy několik členů rodiny. Jediným a výhradním majitelem vídeňského paláce byl až od roku 1730 Adam Jáchym z Rottalu (1708–1746) z napajedelské linie, který souběžně často pobýval na zámku v Kvasicích. Dle dobového dochovaného popisu byl kvasický zámek luxusně vybaveným sídlem.
Z holešovské linie se hrabě Leopold Ferdinand (1680–1750) díky příbuzenským vazbám dostal k zemským úřadům v Čechách a v letech 1727–1749 byl podkomořím měst králové. Jeho kariéru dočasně poškodil rok 1742, kdy holdoval vzdorokráli Karlovi VII. Leopold rozšířil rodový majetek zakoupením hradu Gars v Dolním Rakousku. Přispěl i k růstu rottalovské domény na Moravě, když v roce 1713 koupil za 144 000 zlatých panství Zlín jako poručník svého synovce Adama Jáchyma.
Od smrti Jana z Rottalu († 1674) byl rodový majetek rozdělen na několik částí, později probíhaly i další transakce mezi jednotlivými členy rodu, nakonec byl ale v polovině 18. století celý majetek soustředěn opět v rukou jednoho majitele. Byl jím František Antonín z Rottalu (1690–1762), který po boku manželky Cecílie z Trauttmansdorffu (1696–1743) proslul jako mecenáš umění a zámek v Holešově se za něj stal společenským centrem s bohatým kulturním životem (konala se zde četná představení německých a italských oper).

## Architektonické památky spojené s rodem Rottalů
V Česku je nejvýznamnější památkou na rod Rottalů zámek v Holešově, který začal stavět Jan z Rottalu krátce po roce 1650, kdy zdejší panství koupil. Do Holešova povolal italské umělce v čele s architektem Filibertem Lucchese, který svým projektem vytvořil jedinečný zámecký komplex. Jan z Rottalu nechal postavit také tzv. starý zámek v Napajedlích, který dnes již neexistuje (nynější nový zámek vznikl až ve druhé polovině 18. století za dalších majitelů). Architekt Lucchese se podílel i na úpravách zámku v Kvasicích. Významnou památkou na rod Rottalů je také rodový palác ve Vídni (Palais Rottal), který se stavěl v letech 1667–1683 ve vídeňské čtvrti Innere Stadt na ulici Weihburggasse. V Holešově je s jejich jménem spojena i stará panská Zemanova kovárna.
Se jménem Rottalů je spojen i vznik několika významných sakrálních památek, především je to kostel Nanebevzetí Panny Marie v Holešově dokončený v roce 1708. V něm pak byla vybudována tzv. Černá kaple (1748) jako rodová hrobka. Černá kaple vyniká honosnou sochařskou výzdobou, jíž dominují v nadživotní velikosti rokokové sochy zadavatele Františka Antonína Rottala a jeho manželky Cecílie (autor Gottfried Fritsch). Další kostel Nanebevzetí Panny Marie a svatého Jana Nepomuckého v Kvasicích (1730–1740) nechal na své náklady postavit Adam Jáchym z Rottalu. Rottalové finančně podpořili také vznik kostela sv. Bartoloměje v Napajedlích.

## Vymření rodu a rozdělení majetku
V polovině 18. století došlo k opětovnému sloučení celého rodového majetku v jedné osobě. František Antonín z Rottalu (1690–1762) zdědil během života po několika příbuzných všechna rottalovská panství, sám ale nezanechal mužské potomky, takže jeho úmrtím 26. října 1762 v Holešově vymřel rod po meči. Po jeho smrti došlo ke složitému přerozdělení obrovského pozemkového majetku na Moravě. František Antonín měl tři dcery, dvě z nich však v roce 1762 již nežily. Jediná dosud žijící dcera Marie Antonie (1717–1767), provdaná Ditrichštejnová převzala dočasně panství Napajedla, později je ale předala neteři Marii Terezii Rovere Monte l’Abbate (1757–1824), provdané za významného diplomata hraběte Jana Ludvíka Cobenzla. Další dcera Františka Antonína, Terezie (1721–1756), v době otcovy smrti již také nežila. Podíl na panství Holešov převzal její manžel, polní maršál hrabě František Leopold z Nádasdy, pocházející z významné uherské šlechtické rodiny.
Další podíly po vymření Rottalů převzaly dcery Adama Jáchyma. Marie Josefa (1735–1808), provdaná Auerspergová, zdědila Tlumačov. Marie Anna (1738–1795), provdaná Lambergová, získala Kvasice a panství Zlín převzala nejmladší dcera Marie Terezie (1742–1777), provdaná Khevenhüllerová.

## Přehled majetku rodu na Moravě
- Bystřice pod Hostýnem (1650–1762)
- Holešov (1650–1762)
- Kvasice (1628–1762)
- Napajedla (1612–1762)
- Tlumačov (1638–1762)
- Třemešek (1653)
- Zlín (1713–1762)

## Erb
V erbů Rottalů byl stříbrný kříž v červeném poli.

## Zajímavosti
- Obec Halenkovice nedaleko Otrokovic je pojmenována po Aleně Bruntálské z Vrbna, manželce Jana z Rottalu.
- Obec Rusava byla založena v roce 1667 na panství Bystřice pod Hostýnem a přes 200 let nesla název Rottálovice.
- Vesnice Karlovice je pojmenována podle syna hraběnky Marie Barbory (Karel).[3]

## Založené vesnice
Za Rottálů byly založeny tyto osady:
- 1634 – Halenkovice (původně Alenkovice/Alinkovice)
- 1648 – Jankovice (1648 Janíkovice, 1694 Janová, 1715 Jankovice)
- 1650 – Žlutava (původně Žltavy)
- 1656 – Nová Dědina
- 1667 – Rusava (původně Rottálovice)
- 1694 – Košíky (1671 Kosyky, 1718 Kossiky 1720 Koschik)

### Rodokmen rodu
1. Tomáš z Rottalu (* ?-1479)
  1. Jiří z Rottalu (* ?-1525)
    1. Barbora z Rottalu (1500/1501 – 1550) ∞ Zikmund z Ditrichštejna, matka diplomata Adama z Ditrichštejna[1]

  2. Tomáš z Rottalu (* ?-?)
    1. Vilém z Rottalu (* ?-?)
      1. Vilém z Rottalu’’ (1520-1610)
        1. Jiří Kryštof z Rottalu (* ?-?) ∞ Marie Magdalena z Teuffenbachu
          1. Jiří Julius z Rottalu (* ?-?) ∞ Eleonora z Galleru
            1. Jan Kryštof z Rottalu (1635;  † 1699) 1.∞ Marie Isabela z Eibeswaldu; 2. ∞ Marie Zuzana hraběnka z Kuefsteinu
              1. Jan Zikmund z Rottalu (* ?-1717) ∞ Maxmiliana Beatrix z Lichtenštejna
                1. František Vilém z Rottalu (1683-1709) ∞ Marie Magdalena z Herbersteinu
                  1. Adam Jáchym z Rottalu (1708-1746) ∞ Marie Josefa ze Šternberka
                    1. Marie Anna z Rottalu (1738-1795) ∞ František Adam z Lambergu

                2. František Antonín hrabě z Rottalu (1690-1762) ∞ Cecílie z Trautmannsdorffu
                  1. Marie Amália z Rottalu (1719-1798) ∞ Gian Giacomo Leonardi Montelabate della Rovere[2]
                  2. Maxmiliana z Rottalu (1721-1756) ∞ František Leopold z Nádasdy
                  3. Ferdinand Josef z Rottalu (1722-vor 1762)
                  4. Marie Anna z Rottalu (1727-1767) ∞ Guidobald z Ditrichštejna-Mikulova

      2. Jan z Rottalu (* ?-?)
        1. Jan Jakub svobodný pán z Rottalu (* ?-?)
          1. Jan z Rottalu (1605-1674), katolický šlechtic a moravský zemský hejtman[3]

1. ↑  Karin Bachschweller: Barbara von Rottal, Diplomarbeit an der Historisch-Kulturwissenschaftlichen Fakultät der Universität Wien, 2012
2. ↑  Sňatek 3. března 1737 dle záznamu v matrice v Holešově; in actapublica.eu
3. ↑   [s.l.]: Gleditsch